# Edos (divinitat)
Edos (en grec Αἰδώς Aidṓs; literalment 'vergonya', 'pudor') en la mitologia grega era la deessa de la vergonya, la modèstia i la humilitat, essent alhora la deïtat que representava el sentiment de la dignitat humana, com una qualitat de reverència o vergonya que reprimeix els homes de fer el que és inapropiat. També abasta l'emoció que una persona rica podria sentir en la presència dels pobres, que la riquesa és més una qüestió de sort que de mèrit. El concepte d'aidós és complex i, en la filosofia clàssica, prou controvertit.
Segons Píndar era filla de Prometeu i al Diàleg de Protàgoras de Plató s'hi diu que fou enviada per Zeus juntament amb Dice (el sentiment de justícia) perquè es va compadir del caos autodestructiu en què vivia l'home després d'haver rebut el foc de Prometeu. Hesíode, per la seva part, narra que serà, juntament amb Nèmesis (amb qui sembla haver estat estretament vinculada i de qui era companya), l'última deessa a abandonar la terra i tornar a l'Olimp quan l'edat del ferro acabi en un bany de sang i immoralitat.
També hi ha referències en diverses obres gregues primerenques, com Prometeu encadenat d'Èsquil, Ifigenia a Àulida d'Eurípides i Èdip Rei de Sòfocles. Hom la considerava una deïtat física, i com a tal, tenia un altar a prop de l'antic temple d'Atena a l'acròpoli d'Atenes i a Esparta hi havia una ofrena que es deia que era feta per Icari, amb la seva imatge sagrada. Pausànias explica que quan Icari va donar Penèlope com a esposa a Odisseu, va intentar que aquest visqués a Lacedemònia però no ho va aconseguir. Va suplicar a la seva filla que restés amb ell, i Odisseu va preguntar a Penèlope què volia fer. Ella no va dir res, però es va cobrir amb un vel. Icari va comprendre que volia marxar amb Odisseu, va deixar que ho fes i va oferir-li una imatge d'Edos al lloc on la noia es va cobrir amb el vel. A Roma tenia dos santuaris.